# Francky Dury
Francky Dury (Roeselare, 11 oktober 1957) is een Belgische voetbaltrainer die zijn grootste successen kende bij Zulte Waregem met twee Belgische bekers in 2006 en 2017 en als vice-kampioen van het seizoen 2012-13 in de eerste klasse.
Hij werkte tot 1 maart 2007 voor de federale politie waar hij bendecriminaliteit bestreed.

## Carrière
Francky Dury begon als voetballer in de lagere klassen bij Hulste Sport (1971 - 1981). Zijn successen behaalde hij als trainer, vooral bij Zultse VV en later bij de fusieploeg SV Zulte Waregem. Na eerdere trainerservaringen bij ploegen zoals KRC Harelbeke (B-ploeg), Beveren-Leie, KSK Ronse en RC Doornik begon hij in 1992 te werken als trainer van Zultse VV, toen nog in eerste provinciale. Hij werd 5 keer kampioen met die ploeg: in 1ste provinciale (1991), 4de klasse (1995 en 1999), 3de klasse (2002) en 2de klasse (2005). Zo mocht SV Zulte Waregem naar eerste klasse promoveren.
Dury was van 1994 tot halverwege 2010 trainer van voetbalclub Zultse VV wat later SV Zulte Waregem werd en waarmee hij in het seizoen 2004/05 de promotie naar eerste klasse (de Jupiler League) afdwong. Met zijn ploeg won hij in het eerste jaar in de hoogste klasse de Beker van België, wat dus Europees voetbal opleverde. Na zijn verkiezing tot trainer van het jaar 2005-2006, werd hij door de kijkers van de regionale televisiezenders Focus-WTV ook verkozen tot de West-Vlaming van het jaar 2006. Opmerkelijk is wel zijn lange verbintenis in het voetbalmilieu bij een eenzelfde voetbalclub. Dury liet meermaals uitschijnen dat de Belgische topclubs geen beleid hebben en liet derhalve verstaan dat hij en de voorzitter en een manager het beleid bepalen. In augustus 2009 werd Dury, naast hoofdtrainer van SV Zulte Waregem, assistent van Frank Vercauteren bij de Rode Duivels. In de loop van juni 2010 ontstonden er geruchten over gesprekken over een transfer naar KAA Gent, die op 10 juni werden bevestigd. Hierdoor werd de transfer officieel.
Francky Dury werd bij KAA Gent de opvolger van Michel Preud'homme. Zelf werd hij bij Essevee opgevolgd door ex-international Bart De Roover. Hij was in het reguliere seizoen bij Gent wel succesvol, maar tijdens de play-offs verliep het minder. Gent won geen enkele wedstrijd. Dury en Gent namen in 2011, na de voorlaatste speeldag van de play-offs, de beslissing om de samenwerking stop te zetten. Later werd bekend dat Dury in de tussentijd onderhandelingen voerde met aartsrivaal Club Brugge.
Hierna was hij een jaar aan de slag bij de Belgische voetbalbond als technisch directeur en als beloftecoach van het nationale elftal.
Op 30 december 2011 raakte bekend dat hij terug aan de slag gaat bij Zulte Waregem, waar hij de ontslagen Darije Kalezić opvolgt. Hij behoedde de club van verder degradatiegevaar om het seizoen daarop van Essevee een regelrechte titelkandidaat te maken. Hij eindigde op één doelpunt van het kampioenschap. In mei 2013 werd hij voor de tweede keer tot Trainer van het Jaar verkozen. Dury won verschroeiend met een totaal van 1003 punten, gevolgd door Peter Maes (316) en Mircea Rednic (274). Ook werd hij 2de in de Guy Thys Award met 121 punten, na winnaar Maes (177).
In juni 2013 flirtte hij even met Lille OSC, maar bleef uiteindelijk bij zijn vertrouwde Essevee. In oktober werd hij er sportief manager naar Engels model en tekende voor 10 jaar bij, wat ongezien was in het Belgisch voetbal.
Ook in het daaropvolgende seizoen doet hij het met Zulte Waregem uitstekend en krijgt hij van zijn collega's de Trofee Raymond Goethals. Omwille van zijn uitstekende resultaten met de club en bijdrage tot de sportgemeenschap in de stad werd Dury in juli 2014 uitgeroepen tot ereburger van Waregem. Op 14 maart 2018 volgde dezelfde erkenning door de gemeente Zulte.
Op 17 december 2021 nam hij ontslag na een reeks mindere resultaten.

## Spelerscarrière
- 1971-1981 Hulste Sportief

## Trainerscarrière
- 1984-1986 Provinciale Juniores KRC Harelbeke
- 1986-1988 Beveren-Leie
- 1988-1992 KSK Ronse
- 1992-1993 RRC Tournai
- 1992-1993 Zultse VV
- 1993-1994 RRCH Gent
- 1994-2001 Zultse VV
- 2001-2010 SV Zulte Waregem
- 2009-2009 België (assistent)
- 2010-2011 KAA Gent
- 2011-12/2011 België -21
- 12/2011-17/12/2021 SV Zulte Waregem

## Overige functies
- 2011-12/2011 KBVB (technisch directeur)

## Erelijst
- 1990 Kampioen 2de pr. (KSK Ronse)
- 1991 Kampioen 1ste pr. (Zultse VV)
- 1994 Kampioen 4de Klasse (RRCH Gent)
- 1995 Kampioen 4de Klasse (Zultse VV)
- 1999 Kampioen 4de Klasse (Zultse VV)
- 2002 Kampioen 3de Klasse (SV Zulte Waregem)
- 2005 Kampioen 2de Klasse (SV Zulte Waregem)
- 2006 Beker van België (SV Zulte Waregem)
- 2006 Trainer van het Jaar (SV Zulte Waregem)
- 2007 West-Vlaming van het Jaar
- 2013 Trainer van het Jaar (SV Zulte Waregem)
- 2013 Trofee Raymond Goethals (SV Zulte Waregem)
- 2013 Coach van het Jaar (SV Zulte Waregem)
- 2013 Guy Thys Award (SV Zulte Waregem)
- 2014 Ereburger van de stad Waregem
- 2017 Beker van België (SV Zulte Waregem)
- 2018 Ereburger van de gemeente Zulte